# FC Písek
FC Písek je fotbalový klub z města Písek, který v sezóně 2022/23 působí ve třetí nejvyšší soutěži, v České fotbalové lize. Za dobu své existence získal několik titulů krajského přeborníka, dosáhl úspěchů v celostátních soutěžích a pochází z něj též řada kvalitních odchovanců v čele s Janem Říhou či Janem Thorovským.

## Historie
Fotbalový klub v Písku vznikl 7. června 1910 zásluhou činovníků Lawn tenisového klubu a Bruslařského klubu a spolu s SK České Budějovice, DFC Budweis, SK Tábor, SK Strakonice a SK Třeboň se zařadil k nejstarším fotbalovým klubům v jižních Čechách. V roce 1949 vyhrál písecký klub pod jménem ČASK župní přebor a postoupil do Zemské ligy, oblastního mistrovství – třetí nejvyšší soutěže v republice, ovšem po následné reorganizaci sjednocené tělovýchovy se po úspěšné sezóně (4. místo) musel nuceně vrátit do krajského přeboru. V dalších desetiletích byl civilní fotbalový klub zastíněn vojenským rivalem Duklou Písek, která jako první přivedla do města druhou ligu, byť jen po dvě sezony (1961/62 a 1963/64) a na tehdejší Spartak upadl do krize a stagnace. V roce 2008 odkoupil FC Písek práva účasti v ČFL od Chebu a od té doby s výjimkou roční pauzy 2013/14 působí ve třetí nejvyšší fotbalové soutěži. V sezóně 2009/10 obsadil třetí příčku a odmítl jedinečnou nabídku dodatečného postupu do druhé ligy, kam putoval šestý Varnsdorf.

### Historické názvy
- 1910 – SK Písek (Sportovní klub Písek)
- 1941 – ČASK Písek (Český atletický a sportovní klub Písek) - sloučení s ČAFK Písek
- 1949 – ZSJ ČSSZ Písek (Závodní sportovní jednotka ČSSZ Písek)
- 1951 – DSO Tatran ČSSZ Písek (Dobrovolná sportovní organizace Tatran ČSSZ Písek)
- 1956 – TJ Spartak Písek (Tělovýchovná jednota Spartak Písek) - sloučení s DSO Spartak Písek
- 1966 – TJ Jitex Písek (Tělovýchovná jednota Jihočeské textílie Písek)
- 1990 – VTJ Jitex Písek (Vojenská tělovýchovná jednota Jihočeské textílie Písek) - sloučení s VTJ Písek
- 1995 – FC Písek (Football Club Písek)

## Umístění v jednotlivých sezonách
| Česko (2002 – současnost) |                          |           |
| Sezóna                    | Liga                     | Pozice    |
| 2001/02                   | Divize A                 | 13. místo |
| 2002/03                   | Divize A                 | 15. místo |
| 2003/04                   | Přebor Jihočeského kraje | 1. místo  |
| 2004/05                   | Divize A                 | 14. místo |
| 2005/06                   | Přebor Jihočeského kraje | 5. místo  |
| 2006/07                   | Přebor Jihočeského kraje | 15. místo |
| 2007/08                   | Divize A                 | 4. místo  |
| 2008/09                   | Česká fotbalová liga     | 2. místo  |
| 2009/10                   | Česká fotbalová liga     | 3. místo  |
| 2010/11                   | Česká fotbalová liga     | 7. místo  |
| 2011/12                   | Česká fotbalová liga     | 14. místo |
| 2012/13                   | Česká fotbalová liga     | 17. místo |
| 2013/14                   | Divize A                 | 2. místo  |
| 2014/15                   | Česká fotbalová liga     | 13. místo |
| 2015/16                   | Česká fotbalová liga     | 8. místo  |
| 2016/17                   | Česká fotbalová liga     | 10. místo |
| 2017/18                   | Česká fotbalová liga     | 8. místo  |
| 2018/19                   | Česká fotbalová liga     | 16. místo |
| ** 2019/20                | Česká fotbalová liga     | 3. místo  |
| ** 2020/21                | Česká fotbalová liga     | 8. místo  |
| 2021/22                   | Česká fotbalová liga     | 8. místo  |
| 2022/23                   | Česká fotbalová liga     | 9. místo  |
| 2023/24                   | Česká fotbalová liga     | 14. místo |
| 2024/25                   | Česká fotbalová liga     |           |

Poznámky:
**= sezona předčasně ukončena z důvodu pandemie covidu-19

## Soupiska
| #  | Pozice | Hráč              |
| -- | ------ | ----------------- |
| 1  | B      | Tomáš Lerch       |
| 2  | O      | Stanislav Vokurka |
| 4  | O      | Jakub Kašpar      |
| 5  | O      | Lukáš Rajtmajer   |
| 6  | O      | Štěpán Pineau     |
| 7  | Z      | Adam Pech         |
| 8  | Ú      | František Belej   |
| 10 | Ú      | Tomáš Arzberger   |
| 11 | O      | Marek Maroušek    |
| 12 | O      | Ondřej Běloušek   |

| #  | Pozice | Hráč             |
| -- | ------ | ---------------- |
| 13 | Z      | Alexandr Hořánek |
| 14 | O      | Miroslav Mařík   |
| 15 | Ú      | Martin Voráček   |
| 18 | Z      | Jakub Pařízek    |
| 19 | Z      | Dominik Štěch    |
| 20 | O      | Vojtěch Bartizal |
| 21 | Z      | Jan Malecha      |
| 23 | B      | Petr Lukeš       |
| 24 | Z      | Rostislav Baďura |
|    | O      | Martin Souhrada  |